# Batanta
Batanta é uma ilha da Indonésia, na província de Papua Ocidental, a norte da ilha Salawati, que por sua vez fica a norte da costa setentrional da Nova Guiné. Faz parte das Ilhas Raja Ampat.
Tem 453 km² de área. 

## Fauna

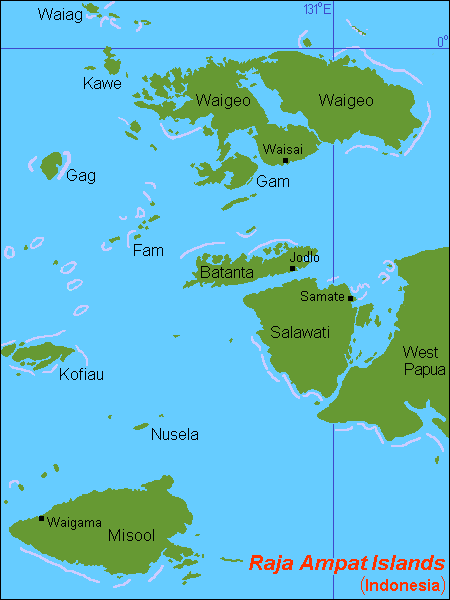
Mapa das Ilhas Raja Ampat

A fauna da ilha é rica em biodiversidade. Entre as espécies de mamíferos encontram-se:
- Sus scrofa (introduzido na pré-história)
- Rattus rattus (data de introdução incerta)
- Myoictis wallacei (data de introdução incerta)
- Echymipera kalubu (data de introdução incerta)
- Phalanger orientalis
- Spilocuscus maculatus
- Paramelomys platyops
- Dobsonia beauforti
- Dobsonia magna
- Macroglossus minimus
- Nyctimene albiventer
- Pteropus conspicillatus
- Rousettus amplexicaudatus
- Syconycteris australis
- Emballonura nigrescens
- Hipposideros cervinus
- Hipposideros diadema
- Hipposideros maggietaylorae
- Rhinolophus euryotis
- Miniopterus australis
- Myotis adversus (data de introdução incerta)
- Pipistrellus papuanus